# Мокряни
Мокря́ни (англ. Mokriany) — село Дрогобицького району Львівської області. Орган місцевого самоврядування — Бориславська міська рада.
В селі знаходиться дерев'яна церква Св. Арх. Михайла 1746 [Архівовано 18 червня 2020 у Wayback Machine.].

## Розташування
Село знаходиться за 15,5 км на південний схід від Самбора в Дрогобицькому районі Львівської області.
На північ від Мокрян розташовані село і ліс Селець, на сході Ступниця, на півдні Винники а на заході Вільшаник. У географічному плані район знаходиться у Придністров'ї річкового басейну, у якому річки Бистриця Тисменицька і Черхавка.

## Історія
Село вперше згадується у 1515 році в документі за 1559 рік.